# 假楠叶冬青
假楠叶冬青（学名：Ilex pseudomachilifolia）为冬青科冬青属的植物，为中国的特有植物。分布于中国大陆的云南等地，生长于海拔1,500米的地区，见于山地林中，目前已由人工引种栽培。